# Unausgesprochen
Unausgesprochen ist das zweite Studioalbum der deutschen Chanson- und Popsängerin Annett Louisan, das im Oktober 2005 erschien.

## Entstehung und Veröffentlichung
Die Erstveröffentlichung von Unausgesprochen erfolgte am 21. Oktober 2005 bei 105music. Das Album erschien in seiner Originalausführung als CD und Download mit 17 Titeln (Katalognummer: 105 82876 74544 2). Am gleichen Tag erschien die sogenannte „Amazon Edition“ mit zwei Bonustiteln und dem Musikvideo zu Das große Erwachen (… und jetzt …) (Katalognummer: 105 82876 74926 2). Am 14. April 2006 erschien eine Deluxeausführung, die ebenfalls zwei Bonustitel enthält, hierbei wurde Fettnäpfchenwetthüpfen von der „Amazon Edition“ übernommen und Ich bin von Kopf bis Fuß auf Liebe eingestellt durch Wer bin ich wirklich ersetzt.
Geschrieben und produziert wurden alle Lieder von Frank Ramond. Während er für die Produktion alleine verantwortlich zeichnete, bekam er beim Schreibprozess zumeist von Koautoren Unterstützung. Louisan selbst war beim Schreibprozess von sechs Liedern beteiligt.

## Titelliste
| Nr. | Titel                              | Autor(en)                                                   | Produzent(en) | Länge |
| --- | ---------------------------------- | ----------------------------------------------------------- | ------------- | ----- |
| 1.  | Das große Erwachen (… und jetzt …) | Frank Ramond, Matthias Haß                                  | Frank Ramond  | 2:54  |
| 2.  | Torsten Schmidt                    | Frank Ramond, Matthias Hass                                 | Frank Ramond  | 3:39  |
| 3.  | Chancenlos                         | Frank Ramond, Matthias Hass, Maren Stiebert                 | Frank Ramond  | 3:19  |
| 4.  | Gedacht ich sage nein              | Frank Ramond, Matthias Hass                                 | Frank Ramond  | 3:24  |
| 5.  | Eve                                | Frank Ramond, Matthias Hass, Annett Louisan                 | Frank Ramond  | 2:49  |
| 6.  | Läuft alles perfekt                | Frank Ramond, Matthias Hass, Annett Louisan                 | Frank Ramond  | 3:25  |
| 7.  | Wo ist das Problem?                | Frank Ramond, Hardy Kayser, Annett Louisan                  | Frank Ramond  | 3:49  |
| 8.  | Er gehörte mal mir                 | Frank Ramond, Hardy Kayser                                  | Frank Ramond  | 4:06  |
| 9.  | Die Lösung                         | Frank Ramond, Hardy Kayser                                  | Frank Ramond  | 2:46  |
| 10. | Der den ich will                   | Frank Ramond, Matthias Hass, Maren Stiebert, Annett Louisan | Frank Ramond  | 2:50  |
| 11. | Vielleicht                         | Frank Ramond, Matthias Hass, Michael Hass                   | Frank Ramond  | 3:31  |
| 12. | Widder wider Willen                | Frank Ramond, Hardy Kayser                                  | Frank Ramond  | 2:58  |
| 13. | Beerdigung                         | Frank Ramond, Matthias Hass                                 | Frank Ramond  | 3:20  |
| 14. | Ausgesprochen unausgesprochen      | Frank Ramond, Annett Louisan                                | Frank Ramond  | 3:13  |
| 15. | Was hast Du vor?                   | Frank Ramond, Hardy Kayser                                  | Frank Ramond  | 3:44  |

## Rezensionen
Für Artur Schulz, Musikkritiker von laut.de, inszeniere Louisan auf ihrem Album Unausgesprochen „Liebe, Frust und Leidenschaft […] 15 Lieder lang einfühlsam und mit viel Raffinesse. “

## Kommerzieller Erfolg

### Chartplatzierungen
| ChartsChartplatzierungen | Höchstplatzierung | Wochen |
| ------------------------ | ----------------- | ------ |
| Deutschland (GfK)        | 3 (51 Wo.)        | 51     |
| Österreich (Ö3)          | 19 (27 Wo.)       | 27     |
| Schweiz (IFPI)           | 49 (10 Wo.)       | 10     |

| ChartsJahrescharts (2006) | Platzierung |
| ------------------------- | ----------- |
| Deutschland (GfK)         | 35          |

### Auszeichnungen für Musikverkäufe
| Land/Region        | Auszeichnungen für Musikverkäufe (Land/Region, Auszeichnung, Verkäufe) | Verkäufe |
| ------------------ | ---------------------------------------------------------------------- | -------- |
| Deutschland (BVMI) | Platin                                                                 | 200.000  |
| Österreich (IFPI)  | Gold                                                                   | 15.000   |
| Insgesamt          | 1× Gold · 1× Platin ·                                                  | 215.000  |